# Ekonomiåret 1928

## Händelser
- 2 januari - Arbetsgivarna lockoutar 17.000 arbetare inom den svenska pappersmassaindustrin. Konflikten utvidgas senare med 13.000 arbetare vid pappersbruken.
- 23 mars - Det avslöjas att de svenska gruvarbetarna har fått ekonomiskt stöd från Sovjetunionens gruvarbetarfederation i sin konflikt. LO tar avstånd.
- 30 november - Den första arbetsfredskonferensen hålls i Stockholm.
- Den svenska Rikskommissionen för ekonomisk försvarsberedskap tillsätts.[1]

## Födda
- 16 april - Nils Elvander, svensk professor i nationalekonomi och statsvetenskap.